# Widegavenhusa
Widegavenhusa (auch Witegowenhusen und andere Schreibweisen) ist ein lediglich urkundlich belegter Ort, in dem das Kloster Weißenburg Besitz hatte. Die Wüstung wird ohne genaue Position im nordwestlichen Baden-Württemberg auf der Gemarkung der heutigen Heilbronner Stadtteile Kirchhausen oder Frankenbach, bei Eppingen oder bei Bruchsal verortet.

## Geschichte
Widegavenhusa wurde erstmals am 9. März 843 im Kopialbuch des Lorscher Codex als Ort im Gartachgau urkundlich erwähnt, als ein Bernher zu seinem Seelenheil dem Kloster Lorsch eine reichliche Schenkung zukommen ließ. Die weiteren Erwähnungen finden sich im Codex Edelini, einem mittelalterlichen Urbar des Klosters Weißenburg, das in Witegovenhusa über viel Eigentum und Rechte verfügte. In Urkunde Nr. 24 der Güterbeschreibung werden genannt: 320 Morgen Herrenland, Wiesen zu 30 Wagen Heu, Frondienste und Abgaben. In Urkunde Nr. 199 aus dem Jahr 991 werden neben einem Herrenhof und drei abhängigen Höfen sowie einer Kirche auch 13 abgegangene Höfe erwähnt, was einen Hinweis auf kriegerische Einwirkungen der Ungarneinfälle um das Jahr 926 geben könnte. Danach verlieren sich die urkundlichen Hinweise.

## Lokalisierung
In der Lorscher Urkunde von 843 heißt es, der Ort sei im Gartachgau gelegen. In einer weiteren Schenkung des Bernher von 799 taucht unter den Zeugen ein Graf Widegowo auf, der Besitz in Frankenbach hatte und vermutlich der Namensgeber für Widegavenhusa war. Im Weißenburger Güterverzeichnis wird der Ort zunächst in einer Reihe mit Kirchhausen und Ascheim genannt, später im Zusammenhang mit Orten im Kraichgau und der Rheinebene.
Mone vermutete die Lage von Witegowenhusen in Landshausen. Harster identifizierte 1893 den im Codex Edelini genannten Ort Witegowenhusen mit Wittighausen im Taubertal, vermutlich jedoch nur aufgrund des ähnlichen Namens, da auf jenen Ort keinerlei sonstige regionale Bezüge verweisen. Büttner griff 1953 diese Zuschreibung auf und sah den Ort als weißenburgischen Stützpunkt auf dem Weg vom Neckarübergang bei Hochhausen nach Hammelburg. Diese inzwischen als überholt geltende Identifikation mit Wittighausen wurde in zahlreiche jüngere Schriften zur Ausbreitung des Christentums in Ostfranken tradiert, die eine von Weißenburg ausgehende Missionierung des Taubertals als gegeben annehmen.
Bossert setzte 1886 die in den Lorscher und Weißenburger Urkunden genannten Orte Widegavenhusa und Witegowenhusen gleich und lokalisierte den Ort aufgrund der urkundlichen Hinweise und Verbindungen in der Wüstung Reistenhausen westlich von Heilbronn, auf der Gemarkung des Stadtteils Frankenbach. Beiler lokalisierte den Ort 1937 beim Heilbronner Stadtteil Kirchhausen. Heim lehnte 1957 die Identifikation mit der Wüstung Reistenhausen ab. In der deutschen Übersetzung des Codex Laureshamensis von 1970 wurde Witegowenhusen wieder bei Frankenbach verortet, in der Landesbeschreibung von 1980 erneut bei Kirchhausen. Wanner schloss sich 2003 bei der Behandlung der Heilbroner Wüstungen einer Lokalisierung des Ortes bei Frankenbach oder Kirchhausen an.
Ott lokalisierte den Ort 1962 aufgrund der Reihenfolge seiner Nennung unter den weißenburgischen Besitztürmern gemeinsam mit Zaisenhausen und Derdingen im südlichen Kraichgau bei Bruchsal. Dieser Lokalisierung schloss sich Dette 1987 in der deutschen Übersetzung des Liber Possessionum an.
Franz Gehrig verortete Witegowenhusen ab den frühen 1970er Jahren bei Eppingen, wo die Wegnamen Wittenkeimer Weg und Welkamer Weg als mögliche umgangssprachliche Verkürzungen eines eventuellen Witengawenhuserer Wegs und die zweite Eppinger Pfarrei als Nachfolge einer ehemaligen Witegowenhusener Pfarrei verstanden werden können. Röcker machte 1987 den Eppinger Friedhof, wo sich einst eine Peterskirche und 985 ein zweiter Königshof befunden haben sollen und wo zahlreiche alte Siedlungsfunde gemacht wurden, als ehemalige Siedlungsstelle von Witegowenhusen aus. Dettling sah 1990 schließlich in Witegowenhusen die Vorgängersiedlung des heutigen Eppinger Stadtteils Mühlbach, wo ein Hofgut aus den frühesten Zeiten belegt ist.